# Cooperarea militară dintre Belarus și Rusia

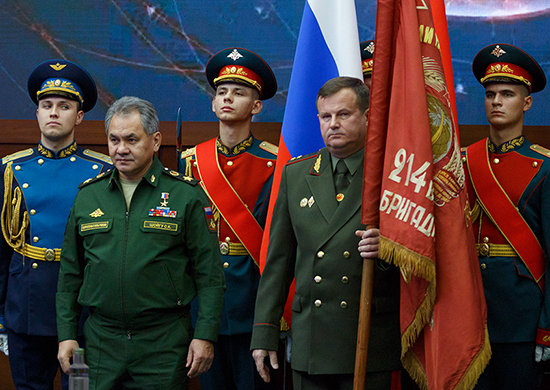
Ministrul rus
al Apărării Serghei Șoigu și ministrul belarus al apărării Andrei Ravkov, 2015.

Cooperarea militară dintre Belarus și Rusia este o activitate în domeniul relațiilor bilaterale dintre Republica Belarus și Federația Rusă, asociată cu participarea celor două state și a forțelor lor armate la activități militare comune în vederea atingerii obiectivelor militaro-politice comune. O componentă este cooperarea tehnico-militară, care implică comerțul cu produse militare, precum și dezvoltarea și producția acestora.
Problemele de cooperare militară cu alte state din cadrul Ministerului Apărării al Rusiei sunt tratate de Direcția Principală de Cooperare Militară Internațională. În departamentul militar din Belarus, aceste sarcini sunt îndeplinite de Departamentul de Cooperare Militară Internațională.

## Caracteristici generale

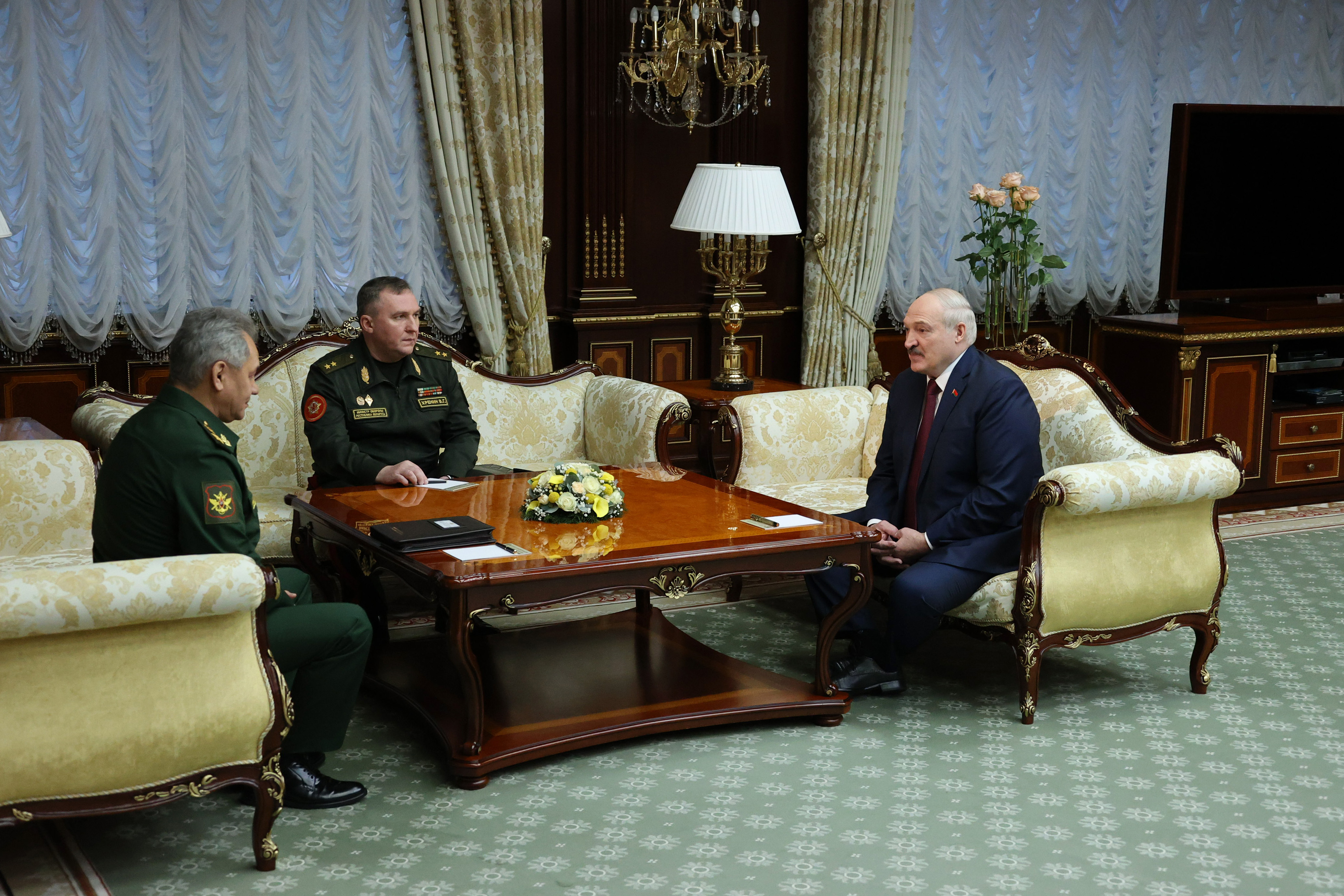
Ministrul Apărării al Federației Ruse, generalul de armată Serghei Șoigu, la o întâlnire cu președintele Republicii Belarus Alexander Lukașenko la Minsk (3 februarie 2022).

Interacțiunea dintre cele două state se bazează pe eforturile reciproce ale părților de a menține potențialul militar necesar al celor două state, de a organiza și implementa măsuri comune de prevenire a unei amenințări militare și de a respinge o posibilă agresiune în spațiul comun de apărare. Țările convin asupra necesității de a dezvolta și îmbunătăți în continuare Grupul regional de forțe (RGV), care funcționează din 2000. În acest timp, au fost efectuate o serie de exerciții și antrenamente, în timpul cărora au fost rezolvate problemele de interoperabilitate a elementelor belaruse și rusești ale RGV, a fost determinată compoziția optimă de luptă a grupului și au fost create toate sistemele de sprijin.
Un pas important pentru consolidarea potențialului de apărare al Uniunii Statale este dezvoltarea în continuare a Sistemului Regional Unificat de Apărare Aeriană. Exercițiile tactice ale Forțelor Aeriene Ruse și ale Forțele Aeriene din Belarus sunt organizate anual, unul dintre domeniile de interacțiune fiind datoria comună de luptă pentru apărarea aeriană.
La 2 martie 2021, Ministerele Apărării din cele două țări au semnat un program de parteneriat strategic pe o perioadă de cinci ani. În aceeași zi, președintele belarus Alexander Lukașenko a propus desfășurarea de avioane rusești la bazele din Belarus. La 5 martie, miniștrii apărării din Rusia și Belarus, Serghei Șoigu și Viktor Hrenin, au convenit să înființeze trei centre pentru instruirea comună a armatei.
Rusia a desfășurat 30.000 de soldați în Belarus pentru exercițiul militar comun Allied Resolve 2022 (Союзная решимость 2022), care a început la începutul anului 2022. Există temeri că aceste trupe vor fi folosite în Criza din Ucraina.

## Exerciții militare
Din 2009, au avut loc exerciții militare comune Zapad (Vest). În plus, au fost organizate competițiile "Jocuri Internaționale ale Armatei", exercițiile operațional-tactice "Frăția Slavă" și exercițiile postului strategic de comandă "Caucaz". Exercițiile militare comune la scară largă "Allied Resolve" sunt planificate pentru februarie 2022.